# Слобиты
Слобиты (пол. Słobity — деревня в Польше, входит в Варминьско-Мазурское воеводство, Браневский повет, гмину Вильчента.

## История
Шлобиттен возник как поселение при замке. Сохранился железнодорожный вокзал (1857—1860)  и здание церкви (инвентарь XVI—XVIII веков, здание полностью перестроено в XIX веке).

## Галерея

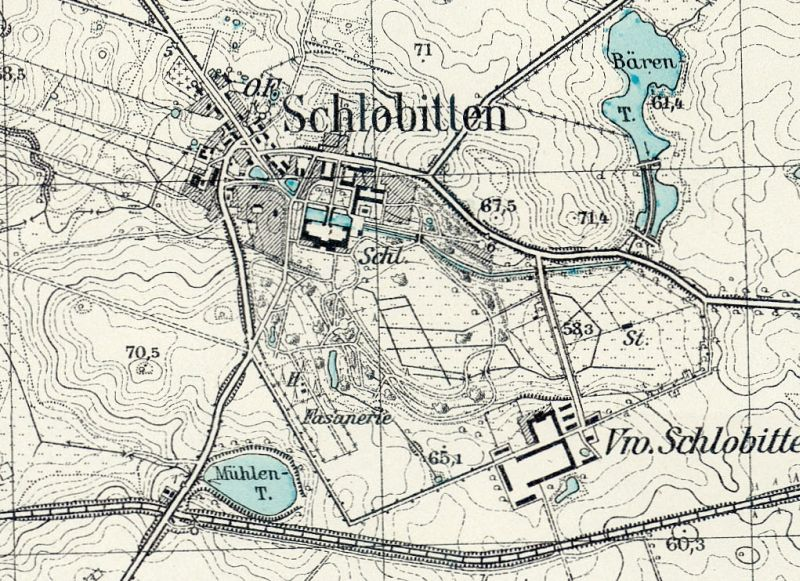
Шлобиттен
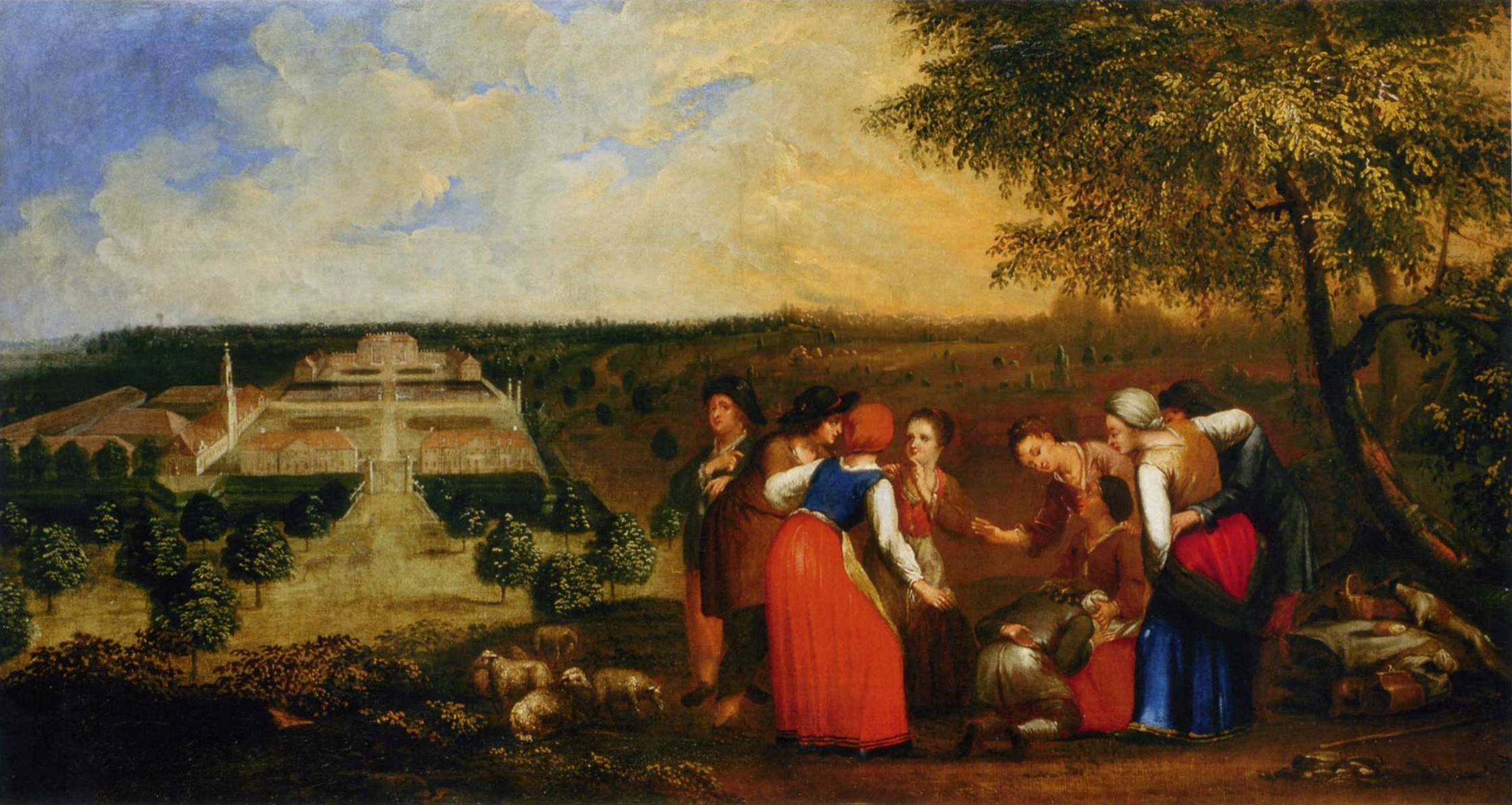
Шлобиттен
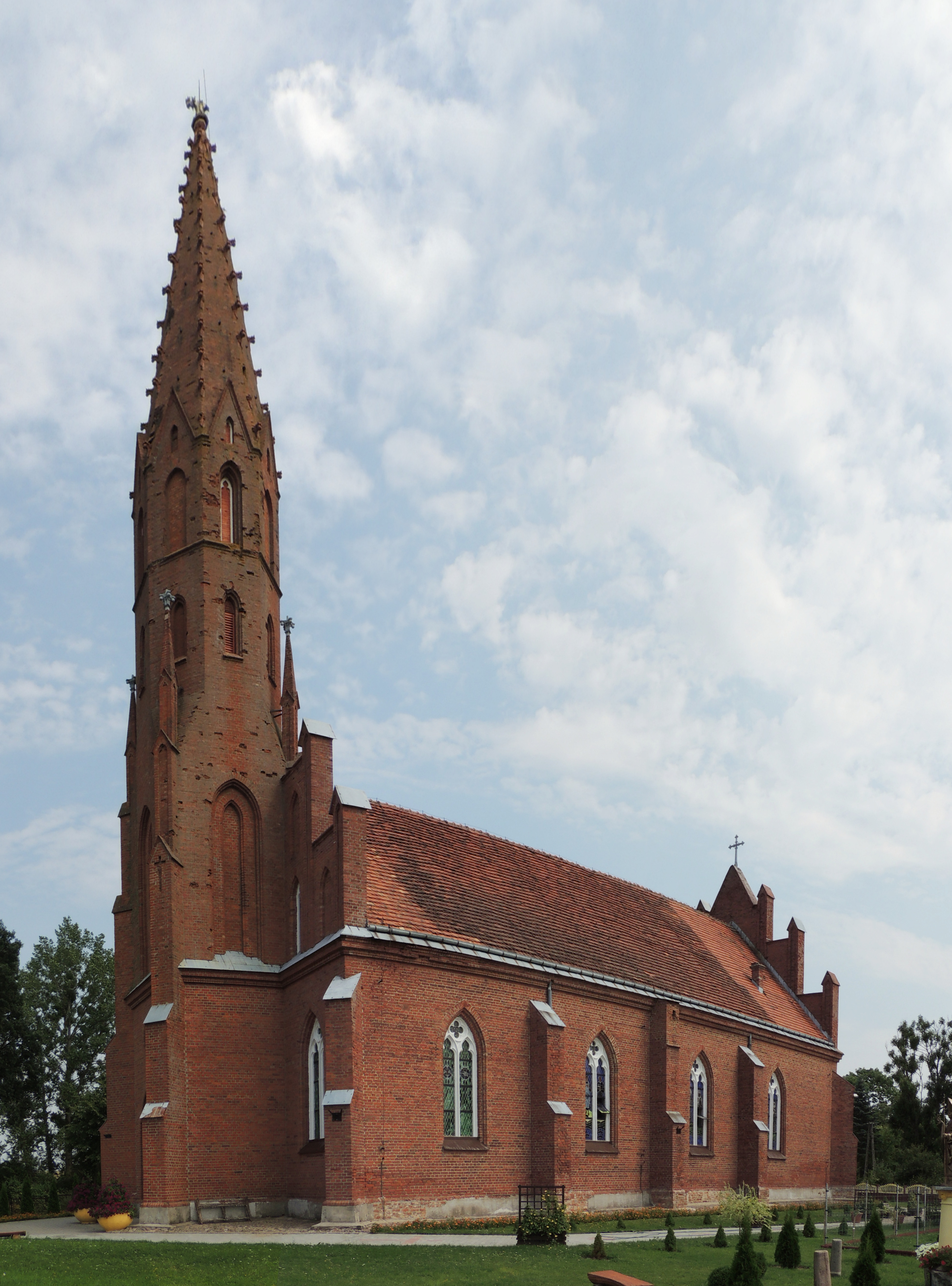
Церковь
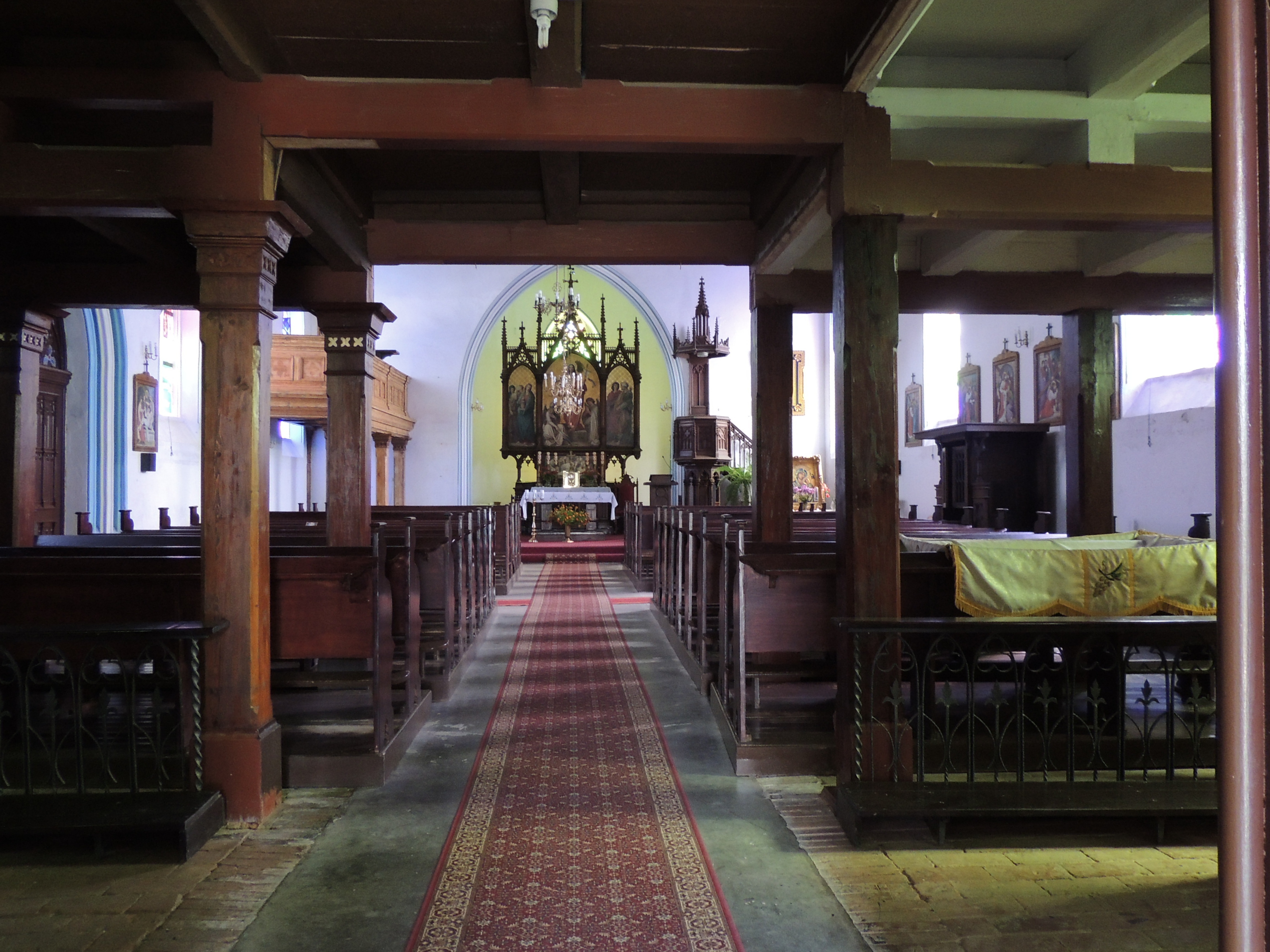
Церковь
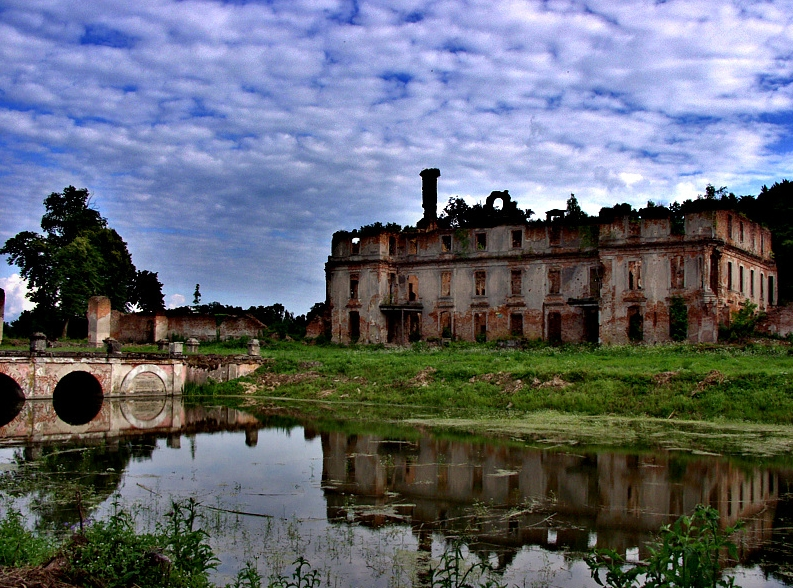
Palace Dohna-Schlobitten (2009)
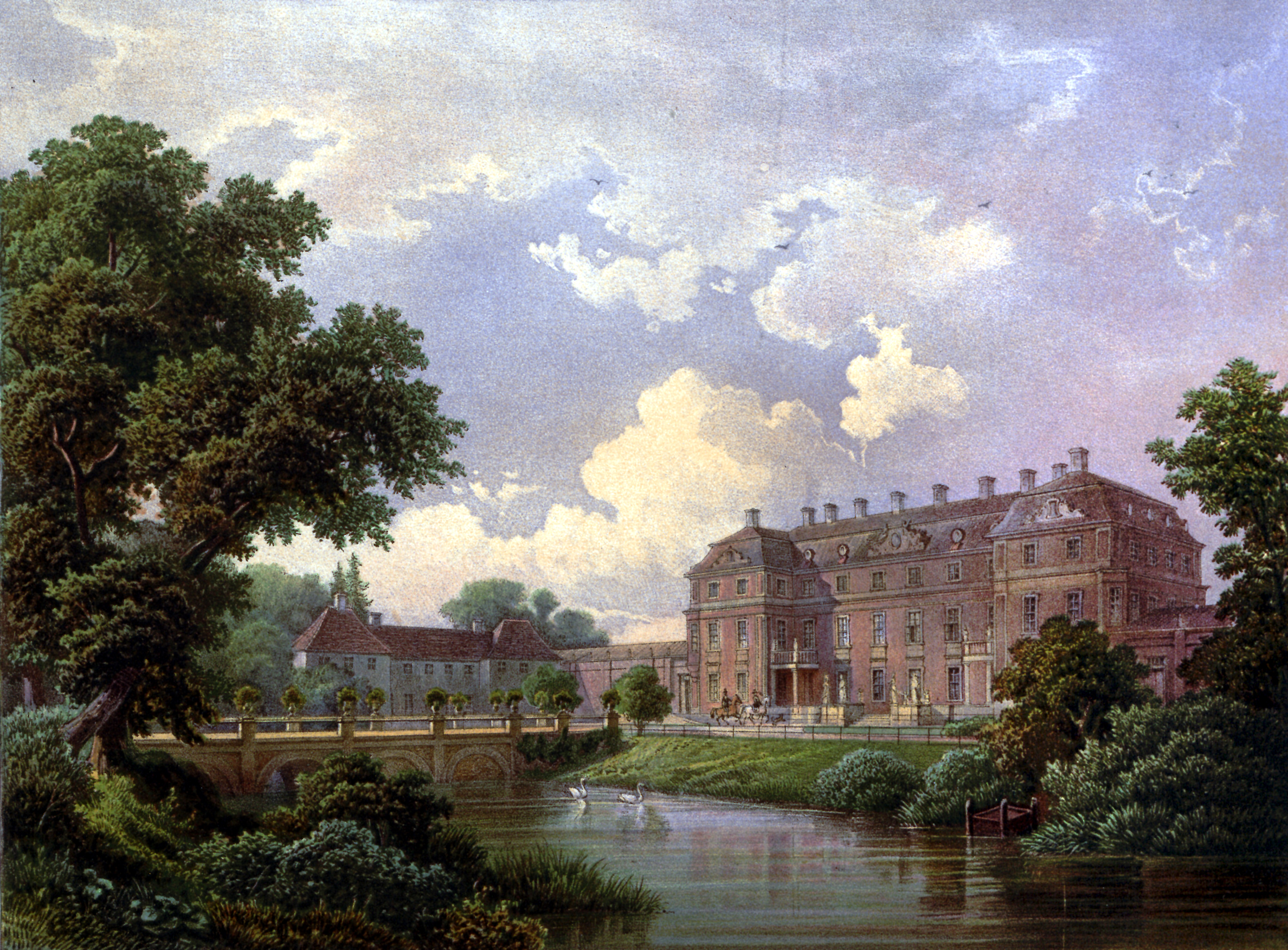
Palace Schlobitten, around 1860, Edition by Alexander Duncker